# Bandera de Llinars del Vallès
La bandera oficial de Llinars del Vallès té la descripció següent:
Bandera apaïsada, de proporcions dos d'alt per tres de llarg, bicolor horitzontal groc i blau clar, amb una faixa blanca, de gruix 1/9 de l'alçària del drap, centrada sobre la divisió; i amb el corb negre, passant, cap a l'asta, de l'escut, d'alçària 5/24 de la del drap i llargària 1/6 de la del mateix drap, posat a 7/72 de l'alçària del drap de la vora superior i a 1/9 de la llargària del drap de la vora de l'asta.
Va ser aprovada el 19 de gener de 2012 i publicada al DOGC el 6 de febrer de 2012 dins el número 6060. Està basada en l'escut heràldic de la localitat.